# Wydział Inżynierii Środowiska i Energetyki Politechniki Krakowskiej
Wydział Inżynierii Środowiska i Energetyki Politechniki Krakowskiej – prowadzi działalność dydaktyczną i naukową związaną z najważniejszymi wyzwaniami środowiskowymi, z jakimi zmaga się obecnie ludzkość. Kształci studentów w trybie stacjonarnym i niestacjonarnym, na studiach I stopnia (inżynierskich), II stopnia (magisterskich), III stopnia (doktoranckich) oraz w Szkole Doktorskiej PK. Posiada kategorię naukową A w dyscyplinie inżynieria środowiska, górnictwo i energetyka.

## Kierunki studiów[1]
- Studia stacjonarne I stopnia:
  - EKOtechnologie dla zrównoważonego rozwoju
  - inżynieria środowiska
  - energetyka
  - odnawialne źródła energii i infrastruktura komunalna
  - inżynieria i gospodarka wodna
  - geoinformatyka
  - gospodarka przestrzenna (kierunek międzywydziałowy)
  - inżynieria czystego powietrza (kierunek międzywydziałowy)
- Studia niestacjonarne II stopnia:
  - inżynieria środowiska
  - energetyka
- Studia stacjonarne II stopnia:
  - inżynieria środowiska
  - energetyka
  - odnawialne źródła energii i infrastruktura komunalna
  - inżynieria i gospodarka wodna
  - gospodarka przestrzenna (kierunek międzywydziałowy)
  - environmental and land enginerering
- Studia niestacjonarne II stopnia:
  - inżynieria środowiska
  - energetyka

### Specjalności:
- Inżynieria środowiska: Ciepłownictwo, ogrzewnictwo, wentylacja i klimatyzacja, Zaopatrzenie w wodę i unieszkodliwianie ścieków i odpadów, Hydroinżynieria, Technologie proekologiczne i instalacje w przemyśle, Inżynieria dróg wodnych
- Energetyka: Systemy i urządzenia energetyczne, Energetyka niekonwencjonalna, Modelowanie komputerowe w energetyce, Energy Systems and Machinery (specjalność w języku angielskim)
- Gospodarka przestrzenna: Planowanie przestrzenne i gospodarka komunalna, Urbanistyka i transport (tylko II stopień)

## Historia
Początki Wydziału Inżynierii Środowiska i Energetyki sięgają początków Politechniki Krakowskiej i 1945 roku, kiedy przy Akademii Górniczej utworzono trzy oddziały Wydziału Inżynierii, w tym Oddział Wodny. W 1953 roku Wydział Inżynierii przekształcono w dwa osobne wydziały: Budownictwa Lądowego i Budownictwa Wodnego. Rok później Politechnika Krakowska stała się samodzielną uczelnią.
W 1966 roku Wydział Inżynierii Wodnej otrzymał uprawnienia do nadawania stopnia naukowego doktora. W roku 1970 wydział przyjął nazwę Inżynierii Sanitarnej i Wodnej. Był to skutek reorganizacji struktur Politechniki Krakowskiej, w wyniku której powstały Instytuty, a na Wydziale rozszerzono ofertę kierunków.
W latach 1994–2019 Wydział funkcjonował pod nazwą Wydziału Inżynierii Środowiska. To okres intensywnego rozwoju współpracy z zagranicą oraz w obszarze transferu technologii. Dotyczył on głównie wdrażania wymagań europejskiej polityki wodnej i ochrony środowiska do polskiej praktyki (w okresie akcesji do Unii Europejskiej) oraz objął on obszar oceny i obniżenia zagrożenia powodziowego w konsekwencji skutków tragicznej powodzi w 1997 roku. 
Na Politechnice Krakowskiej wdrożono nową ustawę o szkolnictwie wyższym. Jednym z jej założeń było ściślejsze niż dotychczas zespolenie struktur wydziałów z dyscyplinami naukowymi zgodnymi z klasyfikacją międzynarodową. Wynikiem tego było przekształcenie Wydziału Inżynierii Środowiska w Wydział Inżynierii Środowiska i Energetyki, poprzez włączenie w strukturę wydziałową jednej z najlepszych jednostek naukowych uczelni – Instytutu Maszyn i Urządzeń Energetycznych (obecnie Katedra Energetyki). Wydział funkcjonuje pod nową nazwą od 1 października 2019 roku.

## Główne kierunki działalności naukowo-badawczej[4]:
- nowoczesne technologie oczyszczania wody, ścieków, przetwarzanie osadów ściekowych i odpadów komunalnych, gospodarka obiegu zamkniętego,
- technika cieplna, niekonwencjonalne źródła energii, obliczenia cieplno-wytrzymałościowe maszyn i urządzeń energetycznych, modelowanie i badania eksperymentalne wymienników ciepła, dynamika dużych kotłów energetycznych, energetyka jądrowa,
- gospodarka wodna oraz inżynieria wodna, zaopatrzenie w wodę, unieszkodliwianie ścieków i odpadów, monitoring i ochrona zasobów wodnych,
- pomiary cieplne, systemy sterowania i automatyzacji, modelowanie procesów przepływowocieplnych w urządzeniach i aparaturze, metody wymiany ciepła i mechaniki płynów,
- proekologiczne systemy ogrzewania, wentylacji i klimatyzacji i ich optymalizacja, audyty energetyczne,
- w ramach Laboratorium Akredytowanego: optymalizacja systemów zapewniających komfort cieplny w budynkach, modelowanie, pomiary procesów wymiany ciepła w elementach budowlanych.

## Struktura organizacyjna[5]
- Katedra Geoinżynierii i Gospodarki Wodnej (Ś-1)
- Katedra Energetyki (Ś-2)
- Katedra Wodociągów, Kanalizacji i Monitoringu Środowiska (Ś-3)
- Katedra Technologii Środowiskowych (Ś-4)
- Katedra Procesów Cieplnych, Ochrony Powietrza i Utylizacji Odpadów (Ś-5)
- Laboratorium Ogrzewnictwa, Wentylacji, Klimatyzacji i Chłodnictwa (Ś-6)

## Władze (kadencja 2025–2028)[6]
- prof. dr hab. inż. Sławomir Grądziel – dziekan
- prof. dr hab. inż. Paweł Ocłoń – prodziekan ds. nauki, współpracy z zagranicą i studenckich
- dr inż. Piotr Beńko, prof. PK – prodziekan ds. kształcenia i ds. studenckich
- dr inż. Anna Lenar-Matyas – prodziekan ds. współpracy z otoczeniem społeczno-gospodarczym i studenckich
- dr inż. Agata Pawłowska-Salach – prodziekan ds. ogólnych i studenckich

## Koła naukowe[7]
- KN Inżynierii Sanitarnej w Zrównoważonym Rozwoju „AQUARIUS”
- Studenckie Koło Naukowe Hydrogeomatyki „Szuwarek”
- Studenckie Koło Naukowe Ochrony Środowiska
- Studenckie Koło Naukowe Wentylacji, Klimatyzacji i Ogrzewnictwa EQUILIBRIUM
- KN Energetyki i Ochrony Środowiska
- KN Inżynierii Środowiska